# جيمس بين
جيمس بين (بالإنجليزية: James Bean)‏‏ (15 ديسمبر 1933 - 7 يوليو 2013) سياسي من الولايات المتحدة.
وُلد في كلانتون، وخدم في القوات الجوية الأمريكية خلال الحرب الكورية. عمل رجلًا للأعمال في هاتيسبورغ، كما خدم في مجلس شيوخ ولاية ميسيسيبي بين عامي 1988-2000، وكان ممثلًا عن مقاطعة فورست ومقاطعة لامار في الحزب الجمهوري. تُوفي في 7 يوليو 2016 في هاتيسبورغ.